# Dreams (singel The Cranberries)
Dreams – singiel zespołu The Cranberries wydany we wrześniu 1992 promujący ich debiutancki album Everybody Else Is Doing It, So Why Can’t We?. Był to pierwszy singel w ich karierze. W kwietniu 1994 został wydany ponownie (co wiązało się ze wznowieniem debiutanckiej płyty); dotarł do 42. miejsca na Billboard Hot 100, 27. w Wielkiej Brytanii i 9. w rodzimym kraju zespołu – Irlandii.
Do piosenki nagrano trzy wideoklipy. Ten najbardziej znany ukazany jest w konwencji fantasy – Dolores krótko ostrzyżona podąża za białym koniem, do domu w którym został pochowany mężczyzna. Przywraca go do życia magiczną wodą. Chórki słyszalne pod koniec piosenki wykonał ówczesny chłopak Dolores – Mike Mahoney. W 2017 roku akustyczna wersja nagrania została wydana na płycie pt. Something Else.
„Dreams” był wielokrotnie coverowany i wykorzystywany w ścieżkach dźwiękowych wielu filmów, m.in.: Mission: Impossible, You've Got Mail, Boys on the Side, The Next Karate Kid, Shot Through the Heart, The Baby-Sitters Club czy seriali: Beverly Hills 90210, JAG czy My So-Called Wife.

## Lista ścieżek
UK and European 7" single
1. "Dreams" (wersja albumowa) – 4:32
2. "What You Were" (wcześniej niewydane) – 3:41

UK and European 12" single/CD single (1992)
1. "Dreams" (wersja radiowa) – 4:15
2. "What You Were" (wcześniej niewydane) – 3:41
3. "Liar" (wcześniej niewydane) – 2:22

UK and European special edition 2-disc CD single (1994)
CD 1
1. "Dreams" (wersja radiowa) – 4:15
2. "What You Were" (wcześniej niewydane) – 3:41
3. "Liar" (wcześniej niewydane) – 2:22

CD 2
1. "Not Sorry" (Live at The Record Plant, Hollywood) – 4:37
2. "Wanted" (Live at The Record Plant, Hollywood) – 2:00
3. "Dreams" (Live at The Record Plant, Hollywood) – 4:10
4. "Liar" (Live at The Record Plant, Hollywood) – 3:17

US CD single
1. "Dreams" (wersja albumowa) – 4:32
2. "What You Were" (wcześniej niewydane) – 3:41
3. "Waltzing Back" (Live at The Record Plant, Hollywood) – 4:02
4. "Pretty" (Live at The Record Plant, Hollywood) – 2:09

2-track CD single
1. "Dreams" (wersja albumowa) – 4:32
2. "Linger" (wersja albumowa) – 4:34